# Interamerikanische Demokratiecharta
Die Interamerikanische Demokratiecharta (engl. Inter-American Democratic Charter) wurde am 11. September 2001 bei einer Sondersitzung der Generalversammlung der Organisation Amerikanischer Staaten in Lima verabschiedet. Ihr Hauptziel besteht darin, demokratische Organe in den amerikanischen Staaten zu stärken und aufrechtzuerhalten. Dabei wird von der Formulierung im Artikel 1 ausgegangen:
„The peoples of the Americas have a right to democracy and their governments have an obligation to promote and defend it.“ (Übersetzung: …haben ein Recht auf Demokratie und deren Regierung die Verpflichtung sie zu entwickeln und zu verteidigen.)
Zu Bezugnahmen auf das Regelwerk kam es bei innerstaatlichen Konflikten in Venezuela (2002, 2014 bzw. 2016) und Honduras (2009).